# Cochlearia abulensis
Cochlearia abulensis là một loài thực vật có hoa trong họ Cải. Loài này được (Pau) Pau mô tả khoa học đầu tiên năm 1936.